# 萊克莉蓮 (明尼蘇達州)
萊克莉蓮（英語：Lake Lillian）是一個位於美國明尼蘇達州坎迪約希縣的城市。

## 人口
根據2020年美國人口普查的數據，萊克莉蓮的面積為1.17平方千米，皆為陸地。當地共有人口246人，而人口密度為每平方千米210人。